# Caczo Andrejkowski
Caczo Andrejkowski (bułg. Цачо Андрейковски, ur. 10 października 1954 w Łoweczu) – bułgarski bokser, dwukrotny amatorski wicemistrz Europy.
Zdobył złoty medal w wadze koguciej (do 54 kg) na mistrzostwach Europy juniorów w 1974 w Kijowie. Wystąpił w tej kategorii na seniorskich mistrzostwach świata w 1974 w Hawanie, gdzie przegrał pierwszą walkę z Juanem Francisco Rodríguezem z Hiszpanii.
Zdobył srebrny medal w wadze koguciej na mistrzostwach Europy  w 1975 w Katowicach po wygraniu trzech walk (m.in. z Ryszardem Jagielskim) i porażce w finale z Wiktorem Rybakowem z ZSRR. Na igrzyskach olimpijskich w 1976 w Montrealu startując w wadze koguciej najpierw znokautował byłego mistrza Europy Aldo Cosentino z Francji, a potem przegrał z Gu Yong-ju z Korei Północne], który na tych igrzyskach zdobył złoty medal.
Od 1977 startował w wadze piórkowej (do 57 kg). Odpadł w ćwierćfinale mistrzostw Europy w 1977 w Halle po przegranej z reprezentantem NRD Richardem Nowakowskim, który zwyciężył na tej imprezie. Na mistrzostwach świata w 1978 w Belgradzie pokonał w pierwszej walce Nowakowskiego, ale w drugiej został znokautowany przez Rybakowa.
Wywalczył srebrny medal w wadze piórkowej na mistrzostwach Europy w 1979 w Kolonii, gdzie po wygraniu trzech walk przegrał w finale przez nokaut z Rybakowem. Na igrzyskach olimpijskich w 1980 w Moskwie wygrał dwie pierwsze walki przez nokaut (z Williamem Azanorem z Nigerii i Barthelémy Adoukonu z Beninu), a w ćwierćfinale przegrał na punkty z Rybakowem. Na tym zakończył występy w wielkich imprezach międzynarodowych.